# 鶴岡路人
鶴岡 路人（つるおか みちと、1975年 - ）は、日本の国際政治学者。慶應義塾大学総合政策学部准教授。現代欧州政治、国際安全保障、核政策などを専門とする。
筑波大学人文社会系教授の東野篤子は妻。

## 来歴
東京都出身。1998年3月、慶應義塾大学法学部政治学科卒業。同年8月から2000年5月までジョージタウン大学大学院へ交換留学。2001年3月、慶應義塾大学大学院法学研究科修士課程修了。2005年9月、ロンドン大学キングス・カレッジ大学院戦争研究学部博士課程修了。 
2011年1月、東京財団の主任研究員に就任。2011年4月、防衛省防衛研究所の主任研究官に就任。2017年4月、慶應義塾大学総合政策学部准教授に就任。
2018年から2021年にかけて笹川平和財団の公式サイトに、NATOやEU、対露関係など、国際政治に関する論文を寄稿した。2021年6月からは新潮社のフォーサイトに、国際安全保障に関する論文を寄稿している。
2022年3月8日、BS日テレの『深層NEWS』で防衛研究所の高橋杉雄防衛政策研究室長とロシアのウクライナへの侵攻について議論した際、「ウクライナが抵抗し続ける意思がある限り、（世界各国が）武器の供与を含めて支援を続けていく必要がある」と述べた。

## 著書・編書
- 田中俊郎、小久保康之、鶴岡路人編『EUの国際政治―域内政治秩序と対外関係の動態』慶應義塾大学出版会、2007年12月15日。ISBN 978-4-7664-1448-6。
- 鶴岡路人『EU離脱─イギリスとヨーロッパの地殻変動』筑摩書房〈ちくま新書〉、2020年2月5日。ISBN 978-4-480-07287-0。
- 鶴岡路人『欧州戦争としてのウクライナ侵攻』新潮社〈新潮選書〉、2023年2月22日。ISBN 978-4-10-603895-2。
- 鶴岡路人『模索するNATO : 米欧同盟の実像』千倉書房〈叢書21世紀の国際環境と日本〉、2024年7月。ISBN 978-4-8051-1317-2。